# Primera División (Uruguay) 1975
Die Saison 1975 der Primera División war die 72. Spielzeit (die 44. der professionellen Ära) der höchsten uruguayischen Spielklasse im Fußball der Männer, der Primera División.
Die Primera División bestand in der Meisterschaftssaison des Jahres 1975 aus zwölf Vereinen, deren Mannschaften in insgesamt 132 von Anfang März bis Ende Juli des Jahres ausgetragenen Meisterschaftsspielen jeweils zweimal aufeinandertrafen. Es fielen 405 Tore. Die Meisterschaft gewann der Club Atlético Peñarol ungeschlagen als Tabellenerster vor Nacional Montevideo und dem Liverpool FC als Zweitem und Drittem der Saisonabschlusstabelle. Aufsteiger Racing musste nach nur einer Saison wieder in die Segunda División absteigen. Peñarol und Nacional qualifizierten sich für die Copa Libertadores 1976.
Torschützenkönig wurde mit 34 Treffern wie schon in den beiden Vorjahren Fernando Morena vom Meister Peñarol.

## Jahrestabelle
| Pl. | Verein                        | Sp. | S  | U | N  | Tore    | Diff. | Punkte |
| --- | ----------------------------- | --- | -- | - | -- | ------- | ----- | ------ |
| 1.  | Club Atlético Peñarol (M)     | 22  | 16 | 6 | 0  | 059:220 | +37   | 38     |
| 2.  | Nacional Montevideo           | 22  | 12 | 5 | 5  | 044:230 | +21   | 29     |
| 3.  | Liverpool FC                  | 22  | 11 | 6 | 5  | 036:210 | +15   | 28     |
| 4.  | River Plate                   | 22  | 8  | 8 | 6  | 027:320 | −5    | 24     |
| 5.  | Huracán Buceo                 | 22  | 10 | 2 | 10 | 027:340 | −7    | 22     |
| 6.  | CA Cerro                      | 22  | 8  | 5 | 9  | 028:350 | −7    | 21     |
| 7.  | Danubio FC                    | 22  | 7  | 6 | 9  | 032:310 | +1    | 20     |
| 8.  | Montevideo Wanderers          | 22  | 7  | 5 | 10 | 030:300 | ±0    | 19     |
| 9.  | Club Atlético Defensor        | 22  | 6  | 6 | 10 | 030:370 | −7    | 18     |
| 10. | Club Atlético Rentistas       | 22  | 5  | 6 | 11 | 035:500 | −15   | 16     |
| 11. | Racing Club de Montevideo (N) | 22  | 7  | 2 | 13 | 033:480 | −15   | 16     |
| 12. | Centro Atlético Fénix         | 22  | 4  | 5 | 13 | 024:420 | −18   | 13     |

| (M) | Meister der vorangegangenen Saison  |
| (N) | Aufsteiger aus der Segunda División |